# Porca miseria
Porca miseria è stata una trasmissione televisiva italiana trasmessa da Rai 3 dal 6 maggio 1992 al 1993 per due edizioni. In onda nella seconda serata del mercoledì e successivamente del venerdì, il programma era condotto da Fabio Fazio con la partecipazione di Bruno Gambarotta, Patrizio Roversi e, nel ruolo di valletta, Velena Veretelnikova.
Gli autori del format erano gli stessi Fazio e Gambarotta insieme ad Arnaldo Bagnasco, Paolo Macioti (anche regista), Felice Rossello, Romeo Vernazza e Bruno Voglino.

## La trasmissione
Si trattava di un game show di economia domestica al quale prendevano parte delle famiglie, alle prese in ogni puntata con un bilancio familiare da far quadrare seguendo lo schema di un moderno gioco dell'oca composto da un tabellone composto da trenta caselle, una per ogni giorno del mese.
Le famiglie dovevano perciò far quadrare i conti badando alle spese quotidiane che l'italiano medio deve affrontare ogni mese, come ad esempio le spese per il mutuo o l'automobile, decidendo quindi in che modo fare economia, optando per metodi più o meno leciti; i concorrenti potevano quindi decidere di commettere evasioni fiscali o di essere coinvolti in corruzione, oppure ancora decidere se restituire o meno un portafogli trovato per strada, tentati da Patrizio Roversi o dissuasi da Bruno Gambarotta, veri e propri "disturbatori" del gioco.
Ogni famiglia aveva a disposizione per ogni puntata un budget di 2.477.000 lire, reddito medio degli italiani in quel periodo secondo il Censis.